# Myrmecocephalus caviceps
Myrmecocephalus caviceps är en skalbaggsart som först beskrevs av Thomas Casey 1906.  Myrmecocephalus caviceps ingår i släktet Myrmecocephalus och familjen kortvingar. Inga underarter finns listade i Catalogue of Life.